# Plumatella siolii
Plumatella siolii is een mosdiertjessoort uit de familie van de Plumatellidae. De wetenschappelijke naam van de soort is voor het eerst geldig gepubliceerd in 1970 door Wiebach.